# Gare de Cons-la-Grandville
Gare de Cons-la-Grandville vasútállomás Franciaországban, Cons-la-Grandville településen.

## Vasútvonalak
Az állomást az alábbi vasútvonalak érintik:
- Longuyon–Mont-Saint-Martin-vasútvonal

## Kapcsolódó állomások
A vasútállomáshoz az alábbi állomások vannak a legközelebb: